# Sveti Urh (hrib)
Sveti Urh je 342 metrov visok grič v Ljubljani nad Dobrunjami, v bližini Bizovika. Na vrhu se nahaja Cerkev sv. Urha. Kraj je predvsem znan po tem, da je služil kot domobranska postojanka med drugo svetovno vojno.

## Čas druge svetovne vojne
Med drugo svetovno vojno je bila tu sprva postojanka vaških straž, nato pa domobranska postojanka, znana predvsem po mučenju in ubijanju partizanov ter ostalih znanih ali domnevnih pripadnikov narodnoosvobodilnega boja. O tamkajšnjih grozodejstvih priča tudi v Ljubljani pogosto izrečeno svarilo med drugo svetovno vojno: "Pazi se, drugače te bodo odpeljali na Urha!" Cerkev sv. Urha je služila domobrancem kot vojaška utrdba, na njenem zvoniku so celo uredili ostrostrelsko gnezdo. Poleg tega je Sveti Urh rojstni kraj oborožene bele garde, saj se je tam 17. maja 1942 zbrala prva domobranska enota okoli dvajsetih mož. Od začetka vojne ter do septembra 1943 je bila postojanka pod poveljstvom italijanske vojske, ko je nadzor prevzela nemška vojska.
Najzloglasnejši mučitelj naj bi bil pripadnik Rimskokatoliške cerkve, po vojni obsojeni in obešeni župnik, oboroženi vojaški kurat Peter Križaj. Bil je eden izmed obtožencev na tako imenovanem Božičnem procesu. Leta 1941 je postal duhovnik, bil nato kurat in na poti v Turjak ranjen. Kurat je bil do 10. junija 1944, ko je bil razrešen kuratske službe. Na Božičnem procesu, 23. decembra 1945, je bil obsojen na smrt z obešanjem. Kazen so izvršili 20. marca 1946. Iz nekaterih zgodovinskih virov naj bi bilo razvidno, da je bil Križaj obsojen po krivici.
Po vojni so bile cerkev ter okoliške stavbe v spomin številnim žrtvam spremenjene v muzej. V notranjosti cerkve so zgodovinarji uredili muzejsko zbirko z obširnim fotografskim gradivom, ki je do preureditve cerkve  izredno dokumentarno prikazovalo tam storjena grozodejstva. O burni ter tragični zgodovini so pričale tudi številne strelne poškodbe na fasadi cerkve, ki so jih pustile partizanske krogle ob njihovih večkratnih poskusih zavzetja lokacije ter osvoboditve ujetnikov. Po osamosvojitvi ter postopkih denacionalizacije je cerkev leta 1992 spet prešla v last Rimskokatoliške cerkve. Od denacionalizacije je ureditev spomenikov ter širše okolice tudi predmet številnih polemik, saj je takratni župnik v celoti odstranil v cerkvi postavljeno muzejsko zbirko, ki je sedaj večinoma arhivirana v Mestnem muzeju Ljubljana. Leta 1995 je cerkev dobila 3 nove zvonove, saj so bili stari po vojni odpeljani v Litostroj, kjer so jih pretopili. Obnova cerkvene fasade, ki jo je Cerkev začela izvajati leta 2006, je prav tako dvignila veliko prahu. Strelne poškodbe na stari fasadi so bile za nekatere bistven element spomeniškega obeležja, saj naj bi opominjale, da so domobranci cerkveno stavbo uporabljali kot trdnjavo. Pojavljajo se tudi kritike, da Cerkev poskuša čim bolj zmanjšati oziroma celo prikriti vlogo takratne duhovščine v povezavi s tam storjenimi zločini. 
V bližini cerkve je grobnica žrtev s spomenikom, ki sta ga v letih med 1948 in 1951 izdelala kiparja Zdenko Kalin in Karel Putrih. V grobnici ležijo posmrtni ostanki 123 žrtev zločinov in 56 borcev Cankarjeve brigade, prenesenih po koncu vojne. Zaradi odstranitve muzejske zbirke iz cerkve spomeniku trenutno manjka dobršen del informativne vrednosti, saj mimoidočim postreže le z najbolj površnim opisom dogodkov na nekaj raztresenih spominskih ploščah. Kletni prostor - zapor in mučilnica - je bil nedavno nadgrajen in je sedaj pripravljen za namestitev muzejske zbirke, predhodno odstranjene iz cerkve, a le-te v njem še vedno ni (december 2008). 

## Galerija
- Cerkev pred obnovo fasade, ko so bile še vidne strelne poškodbe zgradbe
- Zvonik od blizu z vidimi strelinami
- Spominska plošča na mežnariji
- Eden izmed kletnih prostorov – mučilnic v mežnariji